# Franz Andreas Frey
Franz Andreas Frey (* 20. Juli 1763 in Bamberg; † 24. Juni 1820 ebenda) war ein deutscher Kirchenrechtler, römisch-katholischer Theologe und Hochschullehrer. 

## Leben
Frey war Sohn des Hofkutschers Wilhelm Frey und bereits früh Waise. Er absolvierte von 1770 bis 1774 die Prinzipistenschule in Bamberg, anschließend von 1774 und 1778 das Bamberger Gymnasium. Von 1778 bis 1780 widmete er sich an der Universität Bamberg dem Studium der Philosophie und erlangte im September 1779 den philosophischen Bakkalaureusgrad und im September 1780 den Magistergrad, bevor er zum Studium der Theologie wechselte. Am 13. März 1787 erfolgte in Bamberg seine Priesterweihe, 1788 seine Promotion zum Lic. theol. Danach war er als Hofmeister für zwei junge Freiherren von Horneck tätig. Diese Tätigkeit ermöglichte ihm das Studium der Rechtswissenschaft an der Universitäten von Bamberg und Würzburg. 1791 ernannte ihn der Fürstbischof Franz Ludwig von Erthal zum Kanoniker des Stiftes Sankt Stephan in Bamberg, womit ihm die Vorbereitung auf das Lehramt an der Bamberger Universität ermöglicht werden sollte.
Frey wurde 1795 Nachfolger von Johann Schott als Professor des Kirchenrechts an der Universität Bamberg. Zugleich wurde er zum wirklichen Geistlicher Rat ernannt. Am 17. Februar 1798 wurde er mit der Dissertation Dissertatio inauguralis, sistens genuina principia circa modum tractandi querelas et actiones ratione concordatorum tam inter paciscentes, quam privatos ortas ... zum Lic. iur. utr. promoviert. Außerdem wurde er Beisitzer der Juristischen Fakultät und des Schöpfenstuhls. 1801 erhielt er den Titel eines apostolischen Notars und wurde Syndikus des fürstbischöflichen Generalvikariats. Nach der Säkularisation und der Aufhebung der Bamberger Universität wurde er Professor für Kirchengeschichte und Kirchenrecht am königlichen, hochschulischen Lyzeum und wirkte dort bis zu seinem Tod. Von 1808 bis 1817 war er zudem als Direktoratsassessor Teil der Hochschulleitung.
Frey war als Berater für Kurie und Krone bei der Aushandlung des Bayerischen Konkordats von 1817 tätig, zudem war er ab 1798 Mitglied der Kommission zur Prüfung der Theologiekandidaten für die Aufnahme in den Stand der Weltgeistlichen und ab 1801 Beisitzer der Schulkommission Bamberg. 1820 wurde er zum Münchner Nuntiaturkongreß berufen. Zeitweise handelte man ihn als Kandidaten für einen Bischofsstuhl.
Frey galt als wohltätig und unterstützte Arme und bedürftige Studierende. Er vermachte seine Bibliothek zu einem Teil an das Priesterseminar und zu einem anderen Teil an das Gymnasium.

## Werke (Auswahl)
- Theses ex Theologia exeget. dogmatica, morali, nec non ex historia eccles. Bamberg 1788.
- Diss. inaug. sistens genuina principia circa modum tractandi querelas et actiones ratione concordatorum tam inter paciscentes quam privatos ortas. Sectio I. Bamberg 1798.
- Abhandlung von dem Rechte der Staatsgewalt über das Kirchengut, 1805.
- An die Souveraine der rheinischen Konföderation über das denselben zugesprochene Recht, ihren Staaten eigene Landesbischöfe und eine bischöfliche Diözesan-Einrichtung nach Gutfinden zu geben, Goebhardt, Bamberg 1813.
- Das für die katholische Kirche in Deutschland neu projektirte Patriarchat: aus dem historischen und kirchenrechtlichen Gesichtspunkte betrachtet, Drausnick, Bamberg 1817.
- Kritischer Kommentar über das Kirchenrecht, 5 Bände, 2. vermehrte Auflage, Gundelach, Kitzingen 1823–1833.